# Silene karekirii
Silene karekirii är en nejlikväxtart som beskrevs av Gilbert François Bocquet. 
Silene karekirii ingår i släktet glimmar, och familjen nejlikväxter. Inga underarter finns listade i Catalogue of Life.